# Neuer Atheismus
Als Neuer Atheismus wird eine atheistische Bewegung des 21. Jahrhunderts bezeichnet, die ein humanistisches und naturalistisches Weltbild vertritt.
Ausgelöst wurde diese atheistische Bewegung im Wesentlichen als Gegenbewegung zum religiösen Fundamentalismus. Sie erhielt vor allem durch einige sehr populäre Bücher breite Aufmerksamkeit. Diese Bücher kritisieren, dass von Religionsanhängern oft irrationale Argumente vorgebracht werden, und setzen sich für eine von Vernunft und Verstand geprägte Welt ein.
Die vier Autoren dieser Bücher werden auch „The Four Horsemen of the Non-Apocalypse“ („Die vier nicht-apokalyptischen Reiter“, zum Begriff siehe unten) genannt und gelten als Vorreiter der neuen atheistischen Bewegung. Sie machten zunächst im englischen Sprachraum von sich reden. Die Bewegung ist inzwischen auch in anderen Ländern einschließlich Deutschland unter diesem Begriff verbreitet.

## Begriffsentstehung
„Neue Atheisten“ bezeichnete zunächst die Autoren einiger populärer Bücher des beginnenden 21. Jahrhunderts, darunter Sam Harris, Richard Dawkins, Daniel Dennett und Christopher Hitchens. Der Begriff entstand als übergreifende Kennzeichnung aus journalistischen Kommentaren und Kritiken zu den Büchern.
Die erste Nennung des Begriffes findet sich in dem Artikel „The Church of the Non-Believers“ von Gary Wolf im Magazin Wired, 2006, ohne ihn genauer zu definieren. Der erste Versuch einer Definition des Begriffs „Neue Atheisten“ soll auf Andrew Brown zurückgehen, der damit populäre säkulare Autoren bezeichnete, die Religion und Glauben für destruktive Kulturkräfte hielten. Er ordnete ihnen übergreifende Kernthesen zu, die ihnen gemeinsam waren. Die Selbstdefinition der Neuen Atheisten unterscheidet sich davon allerdings – Andrew Brown gilt als einer der vehementesten Kritiker des Neuen Atheismus.
Inzwischen wird der Begriff „Neuer Atheismus“ häufig in journalistischen Texten und Blogs verwendet – allerdings ohne eine einheitliche Definition in Abgrenzung zu den Positionen „klassischer“ Atheisten und anderer Religionskritiker. Teilweise wird als Unterscheidung genannt, dass Neue Atheisten konsequent naturalistisch argumentieren, eine aggressivere Position vertreten oder einen breiten Trend ausmachten. Insbesondere basiert der Begriff wohl auf dem trendartigen Aufkommen mehrerer atheistischer Bücher in Millionenauflage sowie der folgenden medienwirksamen und rhetorisch geschliffenen Auseinandersetzung der populärsten Protagonisten u. a. auch mit christlichen Vertretern.

### The Four Horsemen
2007 kamen vier der prominentesten Vertreter der neu-atheistischen Bewegung – Richard Dawkins, Christopher Hitchens, Sam Harris, Daniel Dennett – zu einer Diskussionsrunde zusammen. Die Runde wurde später als Video unter dem Titel „The Four Horsemen“ verbreitet – in Anspielung an die vier apokalyptischen Reiter. Seitdem werden sie noch oft so bezeichnet.

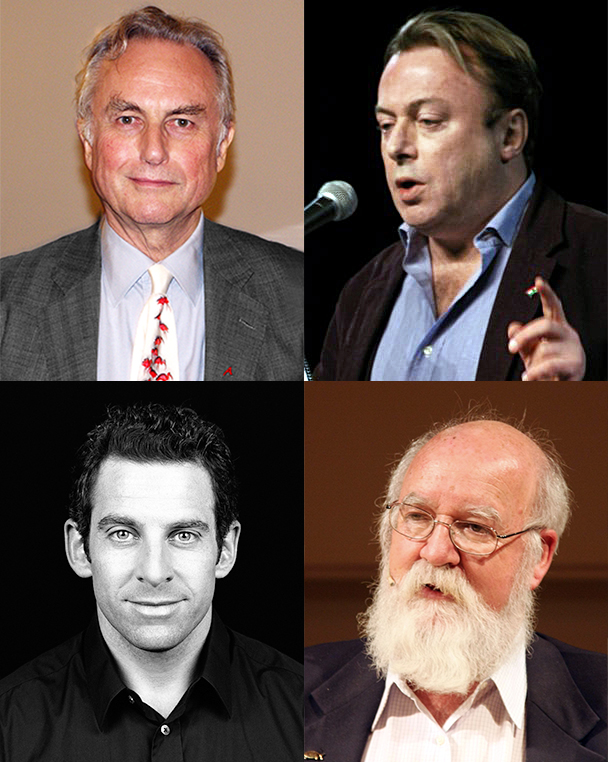
The Four Horsemen: Richard Dawkins, Christopher Hitchens, Sam Harris, Daniel Dennett

### Definitionen
„‘New Atheism’ is an expression used primarily to distinguish secular thinkers who argue that religious faith and belief in gods are dangerous and destructive because they are essentially irrational and encourage irrationality and anti-scientific thinking.”“

„‚Neuer Atheismus‘ ist ein Ausdruck, der vor allem dazu verwendet wird, weltliche Denker zu unterscheiden, die argumentieren, dass religiöser Glaube und Glaube an Götter gefährlich und zerstörerisch sind, weil sie im Wesentlichen irrational sind und Irrationalität und anti-wissenschaftliches Denken fördern.“

„Der Neue Atheismus ist eine Bewegung, die klar und deutlich, manchmal polemisch oder satirisch, ihre Kritik formuliert. Es äußern sich nun explizit Naturwissenschaftler und nicht mehr in erster Linie Philosophen. Auch ‚moderate‘ Religiosität wird abgelehnt, da damit irrationales Denken in der Gesellschaft verbreitet wird. Religion und Wissenschaft sind unvereinbar. Denn die wissenschaftliche Methode des kritischen Überprüfens steht im Widerspruch zum blinden Glauben von Dogmen, wie es Religionen einfordern. Glaube (ohne Belege) verdient keinen Respekt. Die Neuen Atheisten sind naturalistische Humanisten. Sie gehen davon aus, dass eine vernünftigere Gesellschaft ohne den Glauben an Übernatürliches auch eine bessere Gesellschaft ist.“

„Die Neuen Atheisten … verurteilen nicht nur den Gottesglauben, sondern auch den Respekt für den Gottesglauben. Religion ist nicht nur falsch, sondern ein Übel.“

### Begriffskritik
Ulrich Berner kritisiert die „willkürliche Verwendung“ und „inhaltliche Unschärfe“ der Begriffe „Neuer Atheismus“ und „Neue Atheisten“.
Michael Schmidt-Salomon erachtet den „Neuen Atheismus“ als bereits überholt und plädiert stattdessen für die Forcierung eines thematisch breiteren „neuen Humanismus“.

## Ursachen
Nick Spencer analysiert die lange Geschichte des Atheismus in Europa in Reaktion auf die Dominanz des Christentums und schließt für das Aufblühen des Neuen Atheismus, spezifisch für Großbritannien und die USA, wo Religion unerwartet Signifikanz im politischen Geschehen erreichte, auf dieselben Mechanismen: “This leads us to a somewhat paradoxical conclusion: we should expect to hear more about atheism in the future for the simple reason that God is back.”
Der Kanadier Stephen LeDrew analysierte in seiner Doktorarbeit an der York University in Ontario die genauen Ursachen, die zur neuen atheistischen Bewegung in Nordamerika führten. Die Säkularismusthese sei eher ein ideologisches Produkt statt auf empirischen Fakten basierend. Der Neue Atheismus könne daher als Maßnahme betrachtet werden, um doch noch den Erfolg des Säkularismus zu befördern. Er sieht den Neuen Atheismus in Reaktion auf Immigration, Multikulturalismus und religiöse Anpassung. Genau betrachtet sei der Neue Atheismus ein „säkularer Fundamentalismus, eine moderne utopische Ideologie“ und „im Kern politisch“. LeDrew stellt dabei heraus, dass sich der Atheismus mit der Evolutionstheorie von der simplen Negation religiösen Glaubens zu einer Bejahung des Liberalismus, der wissenschaftlichen Rationalität sowie der Legitimität und Methodik moderner Wissenschaft differenziert hat – also von reiner Religionskritik hin zu einem kompletten ideologischen System, mit einer Fülle an Prinzipien, die sich aus der Aufklärung entwickelt haben.
Victor J. Stenger verortet den Ursprung in dem fortdauernden Kampf mit konservativen Christen in den USA, die entgegen der Evolutionstheorie auch die kreationistische Schöpfung im Schulunterricht etablieren möchten.
Laut der „Buskampagne“ ist der Neue Atheismus als Gegenbewegung zu religiösem Fundamentalismus entstanden: „Ein neuer religiöser Fundamentalismus hat sich etabliert und den ‚neuen Atheismus‘ als entschiedene Gegenwehr auf den Plan gerufen. Evangelikale, Kreationisten und Islamisten beherrschen die öffentliche Wahrnehmung mit ihren Themensetzungen nicht länger allein“.

## Hauptthesen einiger Vertreter
Neben den vier „großen“ Autoren konnten in Europa einige weitere Autoren vor allem regionale Bedeutung entfalten: Piergiorgio Odifreddi (Italien), Michel Onfray (Frankreich) und Michael Schmidt-Salomon (Deutschland). Für den deutschen Sprachraum werden des Weiteren auch Peter Sloterdijk, Philipp Möller, Karlheinz Deschner, Carsten Frerk, Joachim Kahl und Herbert Schnädelbach als wesentliche Vertreter der Bewegung genannt, wobei sie in ihren Positionen zum Teil deutlich voneinander abweichen.
Der Evolutionsbiologe Richard Dawkins sieht in Religion eine Möglichkeit für Theologen, sich der Überprüfbarkeit zu entziehen. Ein göttliches Wesen, das auf irgendeine Weise mit dem Weltgeschehen interagiere, betrete damit zwangsläufig naturwissenschaftliches Terrain und stehe dazu in Erklärungskonkurrenz. Außerdem seien Fragen, die von der Naturwissenschaft nicht im Prinzip beantwortet werden können, der Theologie ebenso unzugänglich.
Karlheinz Deschner verfasste eine Kriminalgeschichte des Christentums, die zahlreiche Verbrechen von Kirchenvertretern auflistet.
Herbert Schnädelbach löste am 11. Mai 2000 mit seiner Kritik an der mea-culpa-Erklärung von Johannes Paul II. eine Debatte aus. In den darauf folgenden Beiträgen verteidigte er als „frommer Atheist“ die Aufklärung der Theologie und stellte den „neuen“ Atheismus wegen seiner naturwissenschaftlichen Engführung als konfessionelle Gefahr dar.
Der Völkerkundler Pascal Boyer versuchte 2004 (Und Mensch schuf Gott), Feuerbachs Projektionsthese hirnphysiologisch zu untermauern: Ein bestimmtes Modul, das Sinneseindrücke verarbeite, führe Veränderungen in der Umwelt leicht auf Lebewesen zurück und lasse aus unklaren Wahrnehmungen Vorstellungen von übernatürlichen Akteuren, wie zum Beispiel Göttern oder Geistern, entstehen.
Andreas Kilian deutete Religion 2010 als biologisch selektierte nicht-logische Argumentationsebene, um den individuellen Egoismus gegenüber anderen besser rechtfertigen und durchsetzen zu können.
Thomas Grüter weist 2010 auf konstituierende Elemente magischen Denkens in Religionen hin.

## Kritik
Der Oxford-Professor für Wissenschaft und Religion, Alister McGrath, führt das Aufblühen des Neuen Atheismus auf die Enttäuschung über das Scheitern der Säkularisierungsthese zurück, also die Annahme, dass Religiosität langfristig an Bedeutung verlieren würde, und erklärt damit auch das teilweise konfrontative Vokabular. Er ordnet dem Neuen Atheismus Parallelen zu religiösem Fundamentalismus zu und tituliert das „aggressive“ Auftreten der Atheismusverfechter seinerseits als einen „Kreuzzug“ gegen Religion. Der evangelische Theologe Ulrich Körtner hat 2013 die Atheistische Religionsgesellschaft in Österreich als Vertreterin eines Neuen Atheismus kritisiert, der „das elementare Menschenrecht auf Gedanken-, Gewissens- und Religionsfreiheit infrage“ stelle und damit „in seinen Konsequenzen freiheitsgefährdend“ sei. Diese Kritik wurde 2019 von einem Präsidiumsmitglied der Atheistischen Religionsgesellschaft in einem Gastkommentar in der Wochenzeitung Die Furche zurückgewiesen.
Ausgehend von der weiteren Entwicklung der Mitglieder der „Four Horsemen“, insbesondere Dawkins und Harris, zog Steven Poole 2019 den Schluss, dass für einige Mitglieder der Neue Atheismus vor allem ein Subgenre des rechten Backlash gegen „Political Correctness“ gewesen sei. 2021 kritisierte der Philosoph Émile P. Torres auf Salon.com, dass der Neue Atheismus inzwischen im Rechtsextremismus und dem Intellectual Dark Web aufgegangen sei, und griff die Vertreter persönlich heftig an.

## Neuatheistische Organisationen
- Brights – internationaler Zusammenschluss von Personen, die ein Weltbild vertreten, das frei vom Glauben an Übernatürliches ist

- Humanistischer Verband Deutschlands – Organisation zur Förderung und Verbreitung einer weltlich-humanistischen Weltanschauung und zur Interessenvertretung von konfessionslosen Menschen in Deutschland

- Humanistischer Verband Österreich (HVÖ) - Humanistische Freidenkerorganisation mit den Zielen: Förderung eines rationalen Weltbildes, Förderung von Aufklärung und Humanismus, Durchsetzung der Menschenrechte, Trennung von Staat und Religion, Abschaffung der Privilegien von Religionsgemeinschaften.

- Giordano Bruno Stiftung – Stiftung des bürgerlichen Rechts, die sich die Förderung des evolutionären Humanismus zum Ziel gesetzt hat

## Zeitschriften
Mit dem öffentlichen Interesse am Neuen Atheismus sind einige Zeitschriften entstanden bzw. haben an Popularität gewonnen:
- American Atheist Press
- Free Inquiry
- The Freethinker
- Freethought Today
- The Humanist
- The New Humanist
- Reason
- The Secular Humanist Bulletin
- Skeptic
- Skeptical Inquirer
- The Skeptic